# Chumbu
Der Chumbu ist ein 6853 m (oder 6859 m) hoher Berg im Himalaya in Nepal – südlich der Grenze zu Tibet und 13,73 km westnordwestlich des Mount Everest.
Der Chumbu liegt auf einem Bergkamm, der den Hungchi (7036 m) im Westen mit dem Pumori (7161 m) im Osten verbindet. Zwischen Chumbu und Pumori liegt der Gipfel Khangri Shar (6792 m). Nach Süden führt ein Berggrat vom Chumbu zum Nirekha (6169 m). An der Ostflanke strömt der Khangri-Shar-Gletscher, während an der Westflanke der Gyhubanare-Gletscher strömt.
Der Chumbu ist noch unbestiegen.